# Eccellenza Umbria 2000-2001
Il campionato italiano di calcio di Eccellenza regionale 2000-2001 è il decimo organizzato in Italia. Rappresenta il sesto livello del calcio italiano ed il maggiore in ambito regionale.
Questo è il girone unico organizzato dal Comitato Regionale dell'Umbria.

## Stagione

### Aggiornamenti
Trasferimento di titolo sportivo:
- da Nuova Piediluco (neo-promossa in Eccellenza Umbria) ad Arronese (Promozione Umbria) che assume la denominazione di Arrone.

## Squadre partecipanti
| Squadra           | Città (provincia)                     | Stagione 1999-00                   |
| ----------------- | ------------------------------------- | ---------------------------------- |
| Arrone            | Arrone (TR)                           | 5° in Promozione Umbria            |
| Bastia            | Bastia Umbra (PG)                     | 4° in Eccellenza Umbria            |
| Cannara           | Cannara (PG)                          | 4° in Promozione Umbria, ripescato |
| Città di Castello | Città di Castello (PG)                | 17° in Serie D/F, retrocesso       |
| Deruta            | Deruta (PG)                           | 6° in Eccellenza Umbria            |
| Ellera            | Ellera di Corciano (PG)               | 9° in Eccellenza Umbria            |
| Grifo Sant'Angelo | Sant'Angelo di Celle di Deruta (PG)   | 8° in Eccellenza Umbria            |
| Narnese           | Narni (TR)                            | 5° in Eccellenza Umbria            |
| Nestor            | Marsciano (PG)                        | 3° in Eccellenza Umbria            |
| Orvietana         | Orvieto (TR)                          | 12° in Eccellenza Umbria           |
| Pontevecchio      | Ponte San Giovanni di Perugia         | 11° in Eccellenza Umbria           |
| Pozzo             | Pozzo di Gualdo Cattaneo (PG)         | 13° in Eccellenza Umbria           |
| Ripa              | Ripa di Perugia                       | 7° in Eccellenza Umbria            |
| Sangemini         | San Gemini (TR)                       | 1° in Promozione Umbria, promosso  |
| San Secondo       | San Secondo di Città di Castello (PG) | 2° in Promozione Umbria, promosso  |
| Spoleto           | Spoleto (PG)                          | 10° in Eccellenza Umbria           |

## Classifica finale
|  | Pos. | Squadra           | Pt | G  | V  | N  | P  | GF | GS | DR  |
|  | ---- | ----------------- | -- | -- | -- | -- | -- | -- | -- | --- |
|  | 1.   | Orvietana         | 58 | 30 | 17 | 7  | 6  | 49 | 33 | +16 |
|  | 2.   | Narnese           | 51 | 30 | 12 | 15 | 3  | 38 | 26 | +12 |
|  | 3.   | Bastia            | 50 | 30 | 13 | 11 | 6  | 42 | 26 | +16 |
|  | 4.   | Nestor            | 47 | 30 | 11 | 14 | 5  | 38 | 31 | +7  |
|  | 5.   | Grifo Sant'Angelo | 46 | 30 | 12 | 10 | 8  | 43 | 35 | +8  |
|  | 6.   | Deruta            | 45 | 30 | 10 | 15 | 5  | 26 | 16 | +10 |
|  | 7.   | Ellera            | 42 | 30 | 10 | 12 | 8  | 45 | 37 | +8  |
|  | 8.   | Arrone            | 40 | 30 | 11 | 7  | 12 | 34 | 29 | +5  |
|  | 9.   | Cannara           | 39 | 30 | 9  | 12 | 9  | 28 | 26 | +2  |
|  | 10.  | Spoleto           | 36 | 30 | 7  | 15 | 8  | 29 | 29 | 0   |
|  | 11.  | Pontevecchio      | 35 | 30 | 7  | 14 | 9  | 31 | 38 | -7  |
|  | 12.  | San Secondo       | 34 | 30 | 8  | 10 | 12 | 34 | 47 | -13 |
|  | 13.  | Città di Castello | 32 | 30 | 6  | 14 | 10 | 38 | 38 | 0   |
|  | 14.  | Ripa              | 31 | 30 | 6  | 13 | 11 | 33 | 38 | -5  |
|  | 15.  | Pozzo             | 24 | 30 | 6  | 6  | 18 | 24 | 48 | -24 |
|  | 16.  | San Gemini        | 18 | 30 | 3  | 9  | 18 | 20 | 55 | -35 |

Legenda:

      Promossa in Serie D 2001-2002.
      Ammessa ai play-off nazionali.
      Retrocessa in Promozione Umbria 2001-2002.
Regolamento:

Tre punti a vittoria, uno a pareggio, zero a sconfitta.
A parità di punteggio valevano gli scontri diretti. In caso di pari merito in zona promozione e/o retrocessione si doveva giocare una gara di spareggio.